# Lopesia grandis
Lopesia grandis är en tvåvingeart som beskrevs av Maia 2001. Lopesia grandis ingår i släktet Lopesia och familjen gallmyggor. Inga underarter finns listade i Catalogue of Life.